# 14 juillet - Drame bourgeois
Pour plus de détails, voir Fiche technique et Distribution.
14 juillet - Drame bourgeois est un court métrage d'animation écrit, animé et réalisé par Jean Hurtado en 1961.

## Synopsis
L'histoire - grinçante - d'une femme, de son fils et d'un officier un quatorze juillet.

## Fiche technique
- Genre : film d'animation satirique
- Réalisation, scénario et animation : Jean Hurtado
- Producteur : Pierre Braunberger
- Société de production et de distribution Les Films de la Pléiade
- Musique : Philippe Carson
- Procédé : 35 mm (négatif et positif), couleurs
- Durée : 4 minutes
- Visa d'exploitation : N° 25308
- Dates de sortie en France : décembre 1961 (Journées Internationales du Court Métrage de Tours) / décembre 1962 (Journées Internationalen Filmwoche Mannheim)